# Theodor Schmid
Theodor Schmid (Dillingen an der Donau, Baviera, 9 de novembre de 1837 - ?, 1903) fou un musicòleg alemany de la Companyia de Jesús.
Fill de l'organista de Dillingen i Augsburg, Anton Schmid, al costat del seu pare, en el cor del qual era cantor, aprengué música i a tocar el violí i l'orgue. Cursà els estudis del Gimnàs amb els pares Benedictins de Saint Stephan, a Augsburg, i el 27 de setembre de 1857 entrà en el noviciat de la Companyia de Jesús de Gorheim; acabada la provació a Münster, estudià retòrica i el 1861 filosofia. El 1865 passà a Maria Laach com a col·laborador de la revista de la Companyia, i l'any següent començà allà mateix la teologia; ordenat de sacerdot el 1868 i feta la seva tercera provació el 1870, a Paderborn, va romandre a, des de 1871-72, a Bonn com a operari i escriptor, sent després traslladat a Feldkirch, on visqué fins al 1903 amb diferents càrrecs, professor i prefecte de música, director de la Congregació, pare espiritual i escriptor.
A Stimmen aus Maria Laach publicà estudis musicals: Das Kunstwerk der Zukunft und sein Meister Richard Wagner; St. Franciscus-Oratorium; Godoleva (Musikdrama); Bonifazius (Oratorium) de Diebol; Kirchenmusikalischen Briefe Das Passionspiel de Verderthiersee, de Brixlegg, d'Oberammergau; Principes musicae-Fürsten der Tonkunst; Die neue Orgel der Wallfahrtskirche zu Einsiedeln, i Zur Choralkunde.
A més, publicà: Gesänge füt den Volkgesang in der Stella Matutina (Einsiedeln); Das Gnadenbild der Martyrer zu Zall in der Diöcese Trier (Anderuach, 1866); Der hl. Bischof Gebhardus von Konstanz und die Gebhardskirche bei Bregen, i J.N. Teutsch (1895). Col·laborà, així mateix, en el Kirchenmusikalisch Jahrbuch, d'Haberl, i en el Kirchencor.
També va compondre moltes obres per als seus cors, si bé només edità Unserum Rheinland (Bonn), per a cors d'homes.